# Josef Anton Singer

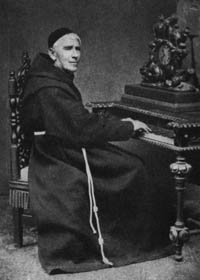
Pater Peter Singer OFM

Josef Anton Singer, Ordensname Peter Singer (* 18. Juli 1810 in Häselgehr; † 25. Januar 1882 in Salzburg), war ein österreichischer Franziskaner (OFM) und Musiker.

## Leben

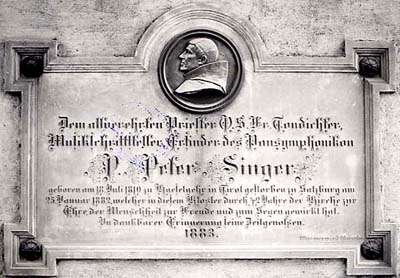
Gedenktafel für P. Peter Singer am Franziskanerbogen

Josef Anton Singer trat am 8. September 1830 in den Franziskanerorden ein und erhielt nach dem hl. Petrus von Alcantara den Ordensnamen Peter. Nach der Priesterweihe kam er als Organist an die Hofkirche nach Innsbruck. 1840 wurde Singer als Novizenmeister in das Franziskanerkloster Salzburg berufen. Außerdem wirkte er dort in der Leitung der Tiroler Franziskanerprovinz, zu der auch das Kloster in Salzburg gehörte, und war Beichtvater des Fürsterzbischofs. In dieser Zeit gab er ein Andachtsbüchlein, die Geistliche Betrachtungs-Uhr, heraus.
Bekannt wurde Singer jedoch durch seine musikalischen Fähigkeiten. In Salzburg war er in der Franziskanerkirche als Organist und Chorleiter tätig. Unter seinen Kompositionen finden sich über 100 Messen und eine große Anzahl von Litaneien, Motetten, Hymnen, Responsorien und Marienliedern. Pater Peter Singer baute auch das „Pansymphonikon“, ein mechanisches Harmoniumklavier mit 2 Manualen und 48 Registern, das den Klang verschiedener Orchesterinstrumente nachahmt.
Mit seinem 1847 erschienenen Werk Metaphysische Blicke in die Tonwelt nebst einem dadurch veranlaßten neuen System der Tonwissenschaft legte er eine umfangreiche musiktheoretische Schrift vor. Er galt als großer Orgelvirtuose und Improvisator, sodass er sogar als  „Liszt der Orgel“ bezeichnet wurde. Viele Besucher Salzburgs kehrten in seiner Klosterzelle ein, um ihn an seinem Pansymphonikon spielen zu hören. Pater Peter Singer starb am 25. Jänner 1882 in Salzburg und wurde in der Gruft der  Franziskanerkirche Salzburg beigesetzt.
Am Franziskanerbogen erinnert eine Gedenktafel an Singer: „Dem allverehrten Priester O.S.F. Tondichter, Musikschriftsteller und Erfinder des Pansymphonikon, P. Peter Singer, geboren am 18. Juli 1810 zu Haeselgehr in Tirol, gestorben in Salzburg am 25. Januar 1882, welcher in diesem Kloster durch 42 Jahre der Kirche zur Ehre, der Menschheit zur Freude und zum Segen gewirkt hat. In dankbarer Erinnerung seine Zeitgenossen 1883.“